# Talia Lavin
Talia Lavin   (1989) és una periodista estatunidenca. És autora de Culture Warlords: My Journey into the Dark Web of White Supremacy, publicat el 2020.

## Trajectòria
Lavin va créixer a Teaneck, a Nova Jersey, i es va criar en el si d'una família que practicava el judaisme ortodox modern. Va assistir al Salanter Akiba Riverdale High School i es va graduar a la Universitat Harvard el 2012 amb una llicenciatura en Literatura Comparada. Va obtenir una becar Fulbright i va passar un any a Ucraïna del 2012 al 2013.
Lavin va ser verificadora de fets a The New Yorker. Va dimitir del seu càrrec el 2018 després de comparar erròniament el tatuatge d'un oficial d'Immigració i Control de Duanes dels EUA amb una Creu de Ferro. El mateix any va ser contractada com a investigadora sobre extremisme d'extrema dreta per Media Matters for America.
Fins al gener de 2019, Lavin va escriure una columna setmanal a The Huffington Post, i també va treballar com a columnista per a MSNBC.

## Obra publicada
- Culture Warlords: My Journey into the Dark Web of White Supremacy.  Hachette Books, 2020. ISBN 9780306846434